# Hans Seidelin (amtmand)
 Der er flere personer med dette navn, se Hans Seidelin.
Hans Seidelin (14. maj 1665 i Helsingør – 19. januar 1740 i København) var en dansk embedsmand.
Som 12-årig blev Seidelin i 1677 ansat i Danske Kancelli, hvor han i 12 år var kopist. I 1689 blev han skriver ved Generalkommissariatet og ti år senere krigsbogholder ved rytteriet. I årene 1708-09 udnævntes han til generalkommisariatssekretær og tillige krigskommissær.
I 1710 udnævntes han til generalkommisariatsbogholder, overkrigskommissær til felts (til 1712) og kancelliråd. I 1713 blev han udnævnt til justitsråd, samt land- og krigskommissær for Sjælland, Møn, Lolland og Falster (frem til 1724). Her deltog han både i Den Skånske Krig samt Den Store Nordiske Krig.
Efter krigene blev han i 1724 udnævnt til etatsråd og amtmand over Københavns Amt frem til 1730. Sideløbende fra 1724 frem til 1739 var han assessor i Højesteret, 1731-35 assessor i Hofretten og 1730-40 direktør ved Generalpostamtet.
Seidelin købte i 1730 Hagestedgård beliggende omkring 1 km fra Holbæk.
Den 6. april 1731 blev han optaget i adelsstanden og blev i 1732 udnævnt til konferensråd.

## Familie
Hans Seidelin var søn af provst Hans Hansen Seidelin (1632-1668) og Sophia Davidsdatter (1643-1716). 
I 1692 giftede han sig for første gang. Bruden var Drude Margrethe Clausdatter (før ca. 1675-1711), og sammen fik de tre børn: Sophia (1693-1741), Hans (1695-1752) og Claus (1697-1700). Efter sin første hustrus død, giftede han sig i 1712 for anden gang. Bruden var Lena Margrete Munch (fødselsår ukendt; død 1725). De fik ikke nogen børn sammen.